# Rugby Football Union
La Rugby Football Union (RFU) es la autoridad que regula la práctica del rugby masculino en Inglaterra, el rugby femenino está administrado por la Rugby Football Union for Women (RFUW). Es el órgano director de la liga local profesional. La RFU es responsable de las selecciones nacionales de Inglaterra. Entre las competencias de la RFU se encuentran la celebración de conferencias, la organización de partidos internacionales y la formación y entrenamiento de jugadores y técnicos. Es propietaria del estadio de Twickenham situado en Londres donde se encuentra su sede.
Fundada por 21 clubes en Londres, el 26 de enero de 1871, fue la primera federación nacional de rugby de la historia, por lo que fue determinante en la formulación de las reglas del rugby moderno y en la creación de la IRB. A diferencia de las demás asociaciones nacionales, el nombre oficial de la RFU no contiene el nombre de su país, ni tampoco el de su gentilicio (England o English).

## Historia
El 26 de enero de 1871, 21 clubes estuvieron representados por 32 personas en una reunión presidida por E. C. Holmes, el capitán de Richmond Club. Se celebró en el restaurante Pall del Centro Comercial de Londres. Al cabo de dos horas, la Unión de Rugby se formó. Algernon Rutter de Richmond fue elegido como el primer Presidente, con Edwin Ash como el primer Secretario/Tesorero.
Los clubes fundadores de la Unión que todavía existen son Blackheath, Civil Service, Guys Hospital, Harlequins, Kings College, Richmond, St Paul’s School, Wellington College y Wimbledon Hornets. 
En esta reunión, la fundación formó dos subcomisiones, la primera, que constaba de tres rugbistas viejos, fue la encargada de escribir las Reglas del Juego. El otro tuvo la tarea de elegir un equipo nacional para jugar contra los miembros escoceses de la Unión Escocesa de clubes, que habían lanzado un desafío a los miembros ingleses. El primer partido internacional entre selecciones, se llevó a cabo ese mismo año.
Con bastante rapidez después de la formación de la RFU otros países formaron sus propias federaciones, Escocia en 1873, Irlanda en 1879 y Gales en 1880. Más tarde organizarían el Home nations. Conflictos entre la RFU y la SRU, derivó en la formación de la IRB por parte de las federaciones escocesa, irlandesa y galesa en 1886. La RFU se mantenía independiente, hasta que finalmente se unió en 1890.
División de la unión
La popularidad del juego aumentó más rápidamente en el norte de Inglaterra que en el sur y por la década de 1890, Lancashire y Yorkshire aportaban la mayor parte de los jugadores al equipo nacional. Sin embargo, los jugadores del norte a menudo cambian de trabajo: carboneros, constructores, publicanos o fundidores, y comenzaron a expresar crecientes demandas sobre su tiempo y la pérdida de ingresos. Los clubes empezaron a otorgar sueldos y préstamos económicos a algunos jugadores, esto contravenía el estricto código de aficionados de la RFU y en 1895, la intransigencia de ambas partes dio lugar a lo que se conoció como el "gran cisma". En agosto de ese año en el Hotel George en Huddersfield, 22 clubes del norte renunciaron a la RFU y formaron la Unión del Norte, que más tarde llegó a ser conocido como la Rugby League.
El estadio Twickenham
Después de giras muy concurridas por Australia, Sudáfrica y Nueva Zelanda, el comité de la Unión decidió que era el momento de construir su propio estadio. Uno de sus miembros, William Williams, finalmente decidió que un jardín de mercado de 101/4 acres cerca de la pequeña ciudad de Twickenham era el sitio más adecuado. El terreno fue comprado por £ 5,572, en 1907. 
El campo llegó a ser conocido como "Cabbage Patch" (Campo de repollos), aunque en realidad se había utilizado para el cultivo de frutas. El primer partido que se jugará en Twickenham fue entre Harlequins y Richmond, en octubre de 1909 y el primero internacional fue entre Inglaterra y Gales, en enero de 1910. Ha sido el estadio permanente de la selección nacional y la RFU desde entonces.
La llegada del profesionalismo
En 1995 la IRB declaró al juego "abierto" y el rugby entró a la era del profesionalismo. La RFU votó en contra de esta moción, pero el profesionalismo se mostró sustentable en Inglaterra y rápidamente prosperó, pruebas de esto lo son la victoria del seleccionado nacional en la Copa Mundial de Rugby de 2003. Actualmente la Premiership Inglesa es la segunda mejor liga de Europa, después del Top 14 francés.